# Cominsia maxima
Cominsia maxima là một loài thực vật có hoa trong họ Marantaceae. Loài này được Hatus. mô tả khoa học đầu tiên năm 1942.